# Ichneumon cupitus
Ichneumon cupitus là một loài tò vò trong họ Ichneumonidae.